# Diocesi di Dodona

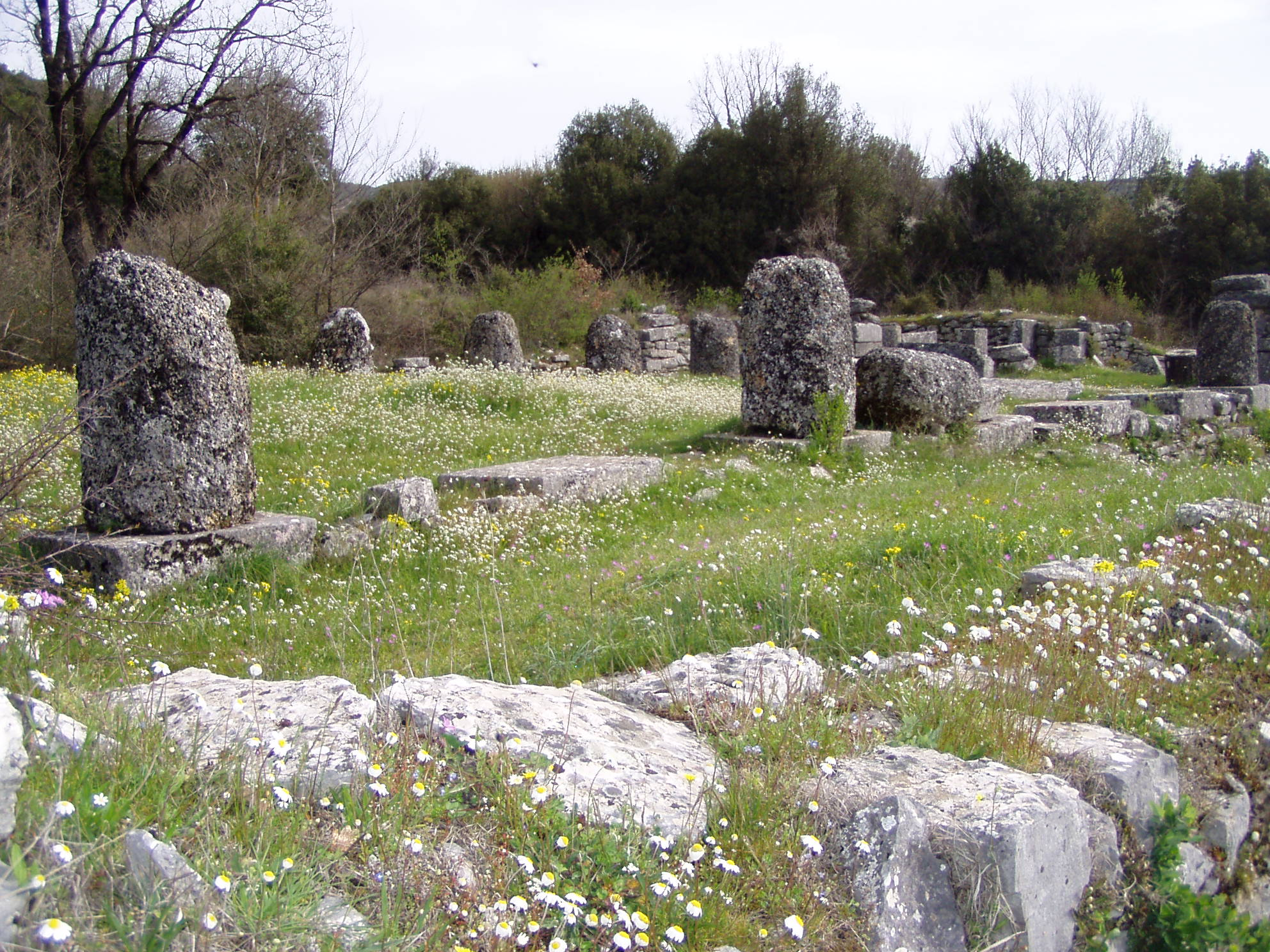
Resti della basilica cristiana di Dodona.

La diocesi di Dodona (in latino: Dioecesis Dodonaea) è una sede soppressa e sede titolare della Chiesa cattolica.

## Storia
Dodona, nell'odierno comune greco di Dodoni, è un'antica sede vescovile della provincia romana dell'Epirus Vetus nella diocesi civile di Macedonia. Come tutte le sedi episcopali della prefettura dell'Illirico, fino a metà circa dell'VIII secolo la diocesi di Dodona era parte del patriarcato di Roma; in seguito fu sottoposta al patriarcato di Costantinopoli.
Inizialmente suffraganea dell'arcidiocesi di Nicopoli, tra il IX ed il X secolo la sede, con il nome di Bounditza o Bonditza, è menzionata tra le diocesi suffraganee di Naupacto nella Notitia Episcopatuum attribuita all'imperatore Leone VI.
Sono quattro i vescovi conosciuti di questa diocesi nel primo millennio. Teodoro prese parte al concilio di Efeso nel 431; Filoteo partecipò a quello di concilio di Calcedonia nel 451; Uranio sottoscrisse la lettera dei vescovi dell'Epirus Vetus all'imperatore Leone (458) in seguito all'uccisione del patriarca alessandrino Proterio; Giuliano a sua volta sottoscrisse una lettera dei vescovi della sua provincia ecclesiastica a papa Ormisda circa l'ordinazione del metropolita Giovanni di Nicopoli (516).
Dal XX secolo Dodona è annoverata tra le sedi vescovili titolari della Chiesa cattolica; la sede è vacante dal 12 settembre 1983.

## Cronotassi

### Vescovi greci
- Teodoro † (menzionato nel 431)
- Filoteo † (menzionato nel 451)
- Uranio † (menzionato nel 458)
- Giuliano † (menzionato nel 516)

### Vescovi titolari
- Ange-Auguste Faisandier, S.I. † (30 marzo 1909 - 19 dicembre 1913 succeduto vescovo di Trichinopoly)
- Rafael Edwards Salas † (21 aprile 1915 - 5 agosto 1938 deceduto)
- Josip Lach † (11 dicembre 1939 - 12 settembre 1983 deceduto)